# 广东木姜子
广东木姜子（学名：Litsea kwangtungensis）为樟科木姜子属下的一个种。